# (72526) 2001 DV92
(72526) 2001 DV92 – planetoida z pasa głównego asteroid okrążająca Słońce w ciągu 3,52 lat w średniej odległości 2,31 j.a. Odkryta 19 lutego 2001 roku.